# Fernando-Po-Kreolische Sprache
Das Fernando-Po-Kreolisch (auch Criollo, Äquatorialguineisches Pidgin, Fernandino, Fernando-Po-Krio, Pichi oder Pidginglis; ISO 639-3: fpe) ist eine Pidginsprache mit 5000 Sprechern in Äquatorialguinea auf der Insel Bioko (Fernando Po) im Golf von Guinea in der Nähe der Dörfer Musola, Las Palmas, Sampaca, Basupu, Fiston und Balveri de Cristo Rey sowie in der Landeshauptstadt Malabo.
Fernando-Po-Kreolisch ist einer der Namen, unter denen das auf einem englischen Wortschatz basierende Kreol der Insel Bioko (ehemals bekannt unter seinem kolonialen Namen Fernando Po) bekannt ist. Allerdings verwenden Sprecher der Sprache die Designation Pichi oder Pichinglis für ihre Sprache.
Rund 70.000 oder 17,5 % der Bevölkerung sprechen es als Handelssprache. Es gehört zur Untergruppe der atlantischen Kreolsprachen und ist verwandt mit dem Krio. Die Sprache ist ein Seitenzweig der Sprache Krio von Sierra Leone und wurde nach Bioko von sierraleonesischen Kreolen, die auf die Insel während der kolonialen Ära im 19. Jahrhundert einwanderten, gebracht. Die Sprache wird als Muttersprache von der ethnischen Mischgruppe der Fernandinci (Fernandinos) als Variante der Englischen Sprache neben dem Bube vom Volk der Bubi verwendet.